# Георг Вильгельм Гессен-Дармштадтский
Принц Георг Вильгельм Гессен-Дармштадтский (нем. Georg Wilhelm von Hessen-Darmstadt; 11 июля 1722, Дармштадт — 21 июня 1782, Дармштадт) — второй сын ландграфа Гессен-Дармштадтского Людвига VIII и его супруги графини Шарлотты Кристины Ганау-Лихтенбергской.
С 1738 года и до самой смерти Георг Вильгельм служил у себя на родине в Гессен-Дармштадтском полку, в 40-х годах он также являлся шефом полка в прусской армии. Георг Вильгельм достиг звания генерала кавалерии. Принц считался военным экспертом своего отца, и вследствие этого — соперником своего брата, в будущем ландграфа Людвига IX, последовавшего примеру своего друга Фридриха II, расположившись в Пирмазенсе, и расширившего его до гарнизонного города.
Георг Вильгельм женился 6 марта 1748 года на Луизе (1729—1818), дочери графа Кристиана Карла Рейнхарда Лейнинген-Дагсбург-Фалькенбургского и его жены графини Катарины Поликсены Зольмс-Рёдельхеймской. Георг Вильгельм приобрел посредством своего брака поместья Бройх, Оберштайн, Аспермонт, Бюргель и Райпольцкирхен. У них родилось 9 детей.
В 1764 году Георг Вильгельм получил от своего отца, который всегда предпочитал его старшему брату Людвигу, старый дворец в Дармштадте, в дополнение к нему — увеселительный сад как подарок. Дворец Белой башни Георг Людвиг расширил и дополнил, используя свои знания. Здесь он представлял королевскую семью, так как его брат находился в основном в Пирмазенсе.

## Дети

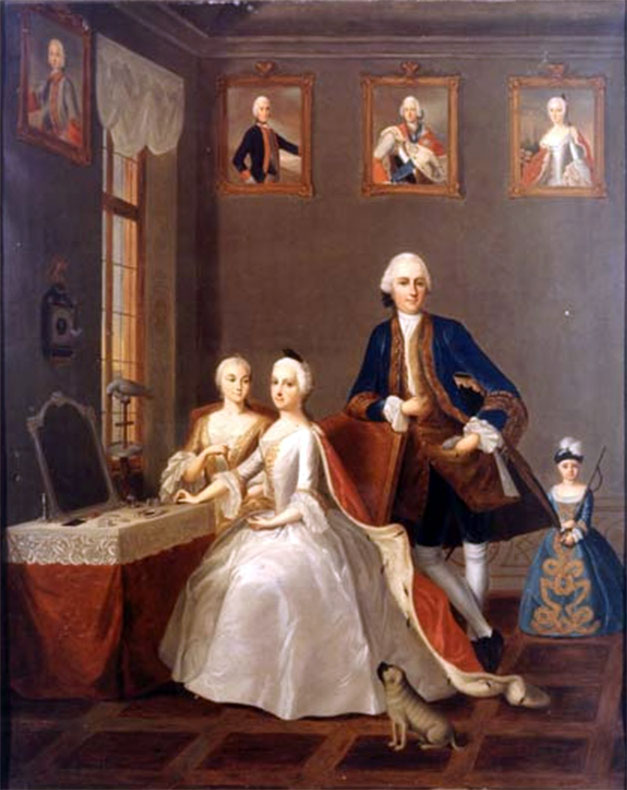
Георг Вильгельм с семьей в 1753 году

- Людвиг Георг Карл (27 марта 1749, Дармштадт — 26 октября 1823, Дармштадт)
  - ∞ (морганатич.) 26 января 1788, Хайльбронн, Фридерика Шмидт, «баронесса фон Гессенгайм» (24 февраля 1751, Хайльбронн — 10 сентября 1803, Хайльбронн)
- Георг Фридрих Вильгельм (15 июня 1750, Дармштадт − 2 июля 1750, Дармштадт)
- Фридерика Каролина Луиза (20 августа 1752, Дармштадт — 22 мая 1782, Ганновер)
  - ∞ 18 сентября 1768, Дармштадт, герцог Карл II Мекленбург-Стрелицкий (10 октября 1741, Миров — 6 ноября 1816,Нойштрелиц)
- Георг Карл (14 июня 1754, Дармштадт — 28 января 1830, Шюттрисберг (Хемниц))
- Шарлотта Вильгельмина Кристиана Мария (5 ноября 1755, Дармштадт — 12 декабря 1785, Ганновер)
  - ∞ 28 сентября 1784, Дармштадт, герцог Карл II Мекленбург-Стрелицкий (1741—1816)
- Карл Вильгельм Георг (16 мая 1757, Дармштадт — 15 августа 1797, Дармштадт)
- Фридрих Георг Август (21 июля 1759, Дармштадт — 19 мая 1808, Гросс-Герау)
  - ∞ (морганатич.) 4 сентября 1788, Грисхайм, Каролина Луиза Саломея Сиц, «баронесса фон Фридрих» (24 июня 1768, Дармштадт — 20 июня 1812, Дармштадт)
- Луиза Генриетта Каролина (15 февраля 1761, Дармштадт — 24 октября 1829, Ауэрбах)
  - ∞ 19 февраля 1777, Дармштадт, ландграф Людвиг X Гессен-Дармштадтский, впоследствии великий герцог Гессенский и Прирейнский (14 июня 1753, Пренцлау — 6 апреля 1830, Дармштадт)
- Августа Вильгельмина Мария (14 апреля 1765, Дармштадт — 30 марта 1796, Рорбах-на-Неккаре)
  - ∞ 30 сентября 1785, Дармштадт, герцог Максимилиан I Иосиф Цвейбрюккенский, впоследствии король Баварии (27 мая 1756, Мангейм — 13 октября 1825, замок Нимфенбург)